# Erin Gray
Erin Gray (Honolulu, 7 gennaio 1950) è un'attrice statunitense.

## Biografia
Ex-modella e ballerina, tra i suoi ruoli più noti figurano quello del colonnello Wilma Deering nella serie televisiva fantascientifica Buck Rogers (1979-1981) e quello di Kate Summers Stratton nella sit-com Il mio amico Ricky (1982-1987).
Negli Stati Uniti, è nota inoltre come testimonial di marchi quali L'Oréal e Max Factor, per cui ha prestato il volto in alcuni spot televisivi.
È anche insegnante di arte cinese della meditazione e portavoce della National Coalition Against Domestic Violence.

## Vita privata
Dopo il divorzio da Ken Schwartz, sposato nel 1969, si è risposata nel 1991 con il direttore della fotografia Richard Hissong. Ha due figli, Kevan, avuto dal primo marito, e Samantha, nata dalle seconde nozze.

## Filmografia

### Cinema
- Rebus per un assassinio (Winter Kills), regia di William Richert (1979)
- Six Pack, regia di Daniel Petrie (1982)
- The Princess and the Dwarf, regia di Mary Grace-Phelan (1989)
- Jason va all'inferno (Jason Goes to Hell: The Final Friday), regia di Adam Marcus (1993)
- T-Force, regia di Richard Pepin (1994)
- The Last Producer, regia di Burt Reynolds (2000)
- Woman's Story, regia di Gary Conway (2000)
- Social Misfits, regia di Rene Villar Rios (2001)
- Touched by a Killer, regia di Gilbert M. Shilton (2001)
- Serial Intentions, regia di Brad Jacques (2001)
- Special Weapons and Tactics, regia di Douglas Maxwell - cortometraggio (2002)
- Clover Bend, regia di Michael Vickerman (2002)
- La formula della morte (Caught in the Headlights), regia di Gavin Wilding (2005)
- The Wedding Video, regia di Todd Wade (2007)
- Loaded, regia di Alan Pao (2008)
- Christmas in Palm Springs, regia di Fred Olen Ray (2014)

### Televisione
- Malibu U. - serie TV, 4 episodi (1967)
- Maude, serie TV, 1 episodio (1976)
- Sulle strade della California (Police Story) - serie TV, episodio 5x04 (1978)
- Evening in Byzantium - film TV (1978)
- Agenzia Rockford (The Rockford Files) - serie TV, episodio 5x13 (1979)
- Capitan Rogers nel 25º secolo (Buck Rogers in the 25th Century), regia di Daniel Haller (1979) - film TV
- The Ultimate Impostor - film TV (1979)
- Truck Driver (B.J. and the Bear) - serie TV, episodio 2x03 (1979)
- Vega$ - serie TV, episodio 3x03 (1980)
- Love Boat (The Love Boat) - serie TV, episodio 4x09 (1980)
- Magnum, P.I. - serie TV, episodio 1x17 (1981)
- Buck Rogers (Buck Rogers in the 25th Century) - serie TV, 32 episodi (1979-1981)
- Professione pericolo (The Fall Guy) - serie tv, episodi 1x09-1x10 (1982)
- Simon & Simon - serie TV, episodio 1x12 (1982)
- Fantasilandia (Fantasy Island) - serie TV, episodi 4x03-5x19 (1980-1982)
- Born Beautiful - film TV (1982)
- Code of Vengeance - film TV (1985)
- Code of Vengeance  - serie TV, episodio 1x01 (1985)
- Hotel - serie TV, episodio 3x15 (1986)
- Il mio amico Ricky (Silver Spoons) - serie TV, 116 episodi (1982-1987)
- Starman - serie TV, episodi 1x20-1x21 (1987)
- Breaking Home Ties - film TV (1987)
- Perry Mason: Un fotogramma dal cielo (Perry Mason: The Case of the Avenging Ace), regia di Christian I. Nyby II (1988) - film TV
- Addicted to His Love - film TV (1988)
- La signora in giallo (Murder, She Wrote) - serie TV, episodio 5x06 (1988)
- I viaggiatori delle tenebre (The Hitchhiker) - serie TV, episodio 5x10 (1989)
- Hunter - serie TV, episodio 6x01 (1989)
- Avvocati a Los Angeles (L.A. Law) - serie TV, episodio 4x14 (1990)
- Le ragazze dei Lakers (Laker Girls) - film TV (1990)
- Due come noi (Jake and the Fatman) - serie TV, episodio 4x10 (1990)
- Evening Shade - serie TV, episodio 1x12 (1991)
- Lassie (The New Lassie) - serie TV, episodio 2x04 (1991)
- I giustizieri della notte (Dark Justice) - serie TV, episodio 2x06 (1992)
- Superboy - serie TV, episodio 4x18 (1992)
- Un raggio di luna per Dorothy Jane (The Torkelsons) - serie TV, episodio 1x03 (1993)
- Incontri ravvicinati (Official Denial), regia di Brian Trenchard-Smith (1994) - film TV
- La legge di Burke (Burke's Law) - serie TV, episodio 1x13 (1994)
- Renegade - serie TV, episodio 4x06 (1995)
- Due poliziotti a Palm Beach (Silk Stalkings) - serie TV, episodi 2x15-5x17 (1993-1996)
- Baywatch - serie TV, 5 episodi (1997-1998)
- Port Charles - soap opera (1999-2000)
- Profiler - Intuizioni mortali (Profiler) - serie TV, episodi 4x14-4x15-4x17 (2000)
- The Wedding Bells - serie TV, episodio 1x02 (2007)
- Ghouls - film TV (2008)
- The Guild - webserie, 5 episodi (2011)
- Star Trek Continues - webserie, episodi 1x02-1x07 (2014-2016)
- I Thunderman (The Thundermans) - serie TV, 1 episodio (2018)

## Doppiatrici italiane
- In Buck Rogers, Erin Gray è stata doppiata da Franca De Stradis[7]
- In Jane Doe, Erin Gray è stata doppiata da Aurora Cancian[8]